# Lycksele landsfiskalsdistrikt
Lycksele landsfiskalsdistrikt var 1957–1964 ett landsfiskalsdistrikt i Västerbottens län, bildat 1 juli 1957 (enligt beslut den 10 maj 1957) genom sammanslagning av landsfiskalsdistrikten Lycksele norra och Lycksele södra. I detta nya distrikt skulle vara anställda två landsfiskaler, varav en var polischef och åklagare och den andra utmätningsman. Den 1 januari 1965 avskaffades i Sverige samtliga landsfiskaler och landsfiskalsdistrikt, och deras arbetsuppgifter delades upp på de nyskapade indelningarna polisdistrikt, åklagardistrikt och kronofogdedistrikt.
Landsfiskalsdistriktet låg under länsstyrelsen i Västerbottens län.

## Ingående områden
Distriktet bestod under hela dess existens av samma område:
- Lycksele landskommun
- Lycksele stad
- Örträsks landskommun